# 拟灰藓属
拟灰藓属（学名：Hondaella）是灰藓目的一属。本属以日本植物学家本田正次（Masaji (Masazi) Honda，1887－1984）的名字命名。

## 下属物种
本属包括以下物种：
- 拟灰藓 Hondaella caperata (Mitt.) B.C.Tan & Z.Iwats.
- 绢光拟灰藓 Hondaella entodontea (Müll.Hal.) W.R.Buck